# La mouche et moi
La mouche et moi è un cortometraggio del 2006 diretto da Rachid El Ouali.
Prodotto in Marocco, è stato presentato al 28º Festival di cinema africano di Verona.

## Trama
Hammouda vuole suicidarsi. Ma una mosca arriva al momento giusto.